# 日出園地
日出園地（ひいえんち）は、愛知県田原市日出町にある公園、展望台。

## 概要
伊良湖岬周辺の観光スポットで、島崎藤村の「椰子の実」の詩（後に『落梅集』に収められた）の着想の舞台とされており、誕生を物語る記念碑・歌碑がある。但し、島崎藤村は、その地に足を運んだわけではなく、ここに遊びに来た柳田國男から椰子の実の話を聞いただけである。
ここから眺める太平洋と岩礁の日出の石門は絶景といわれている。

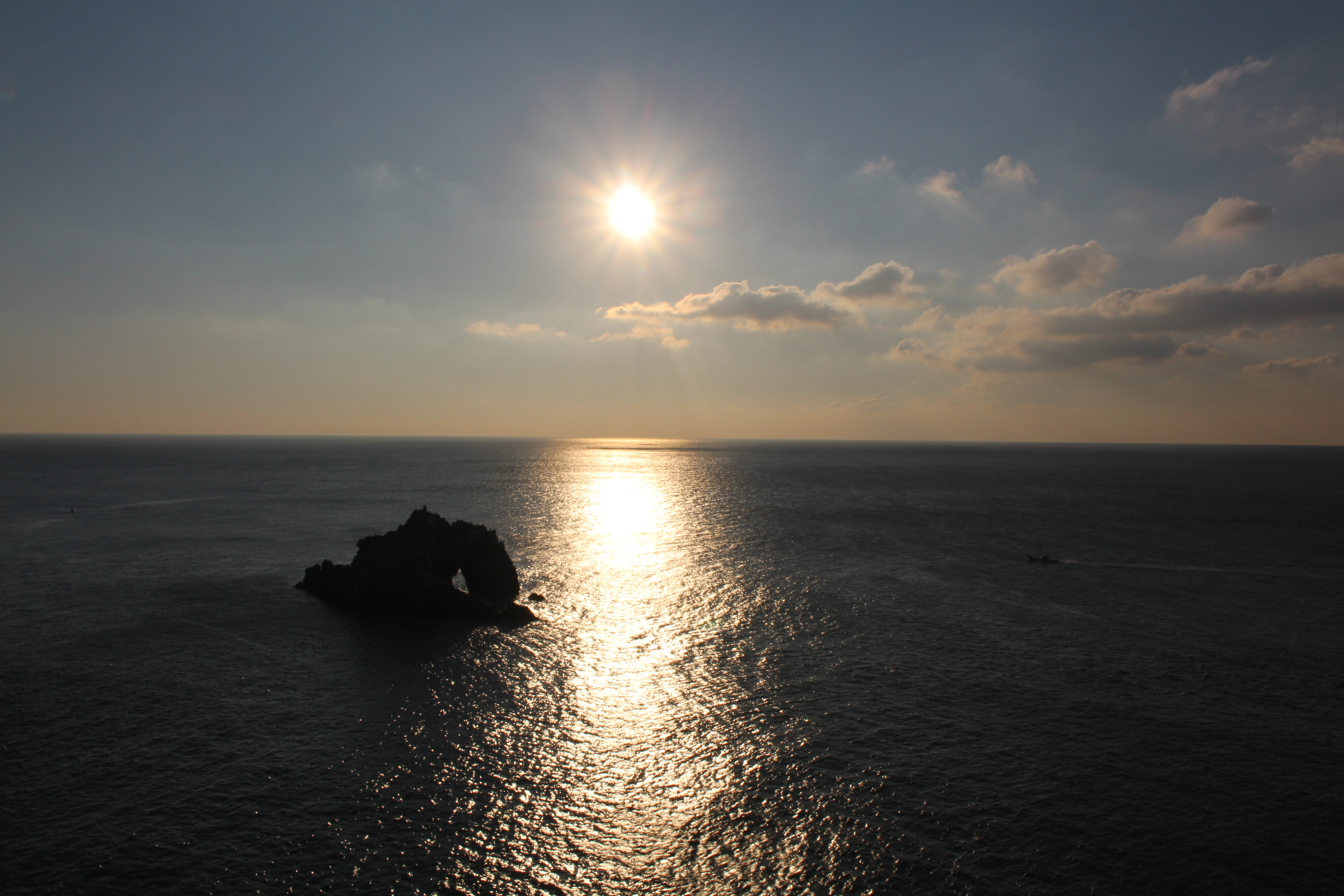
日出園地から望むご来光と日出の石門
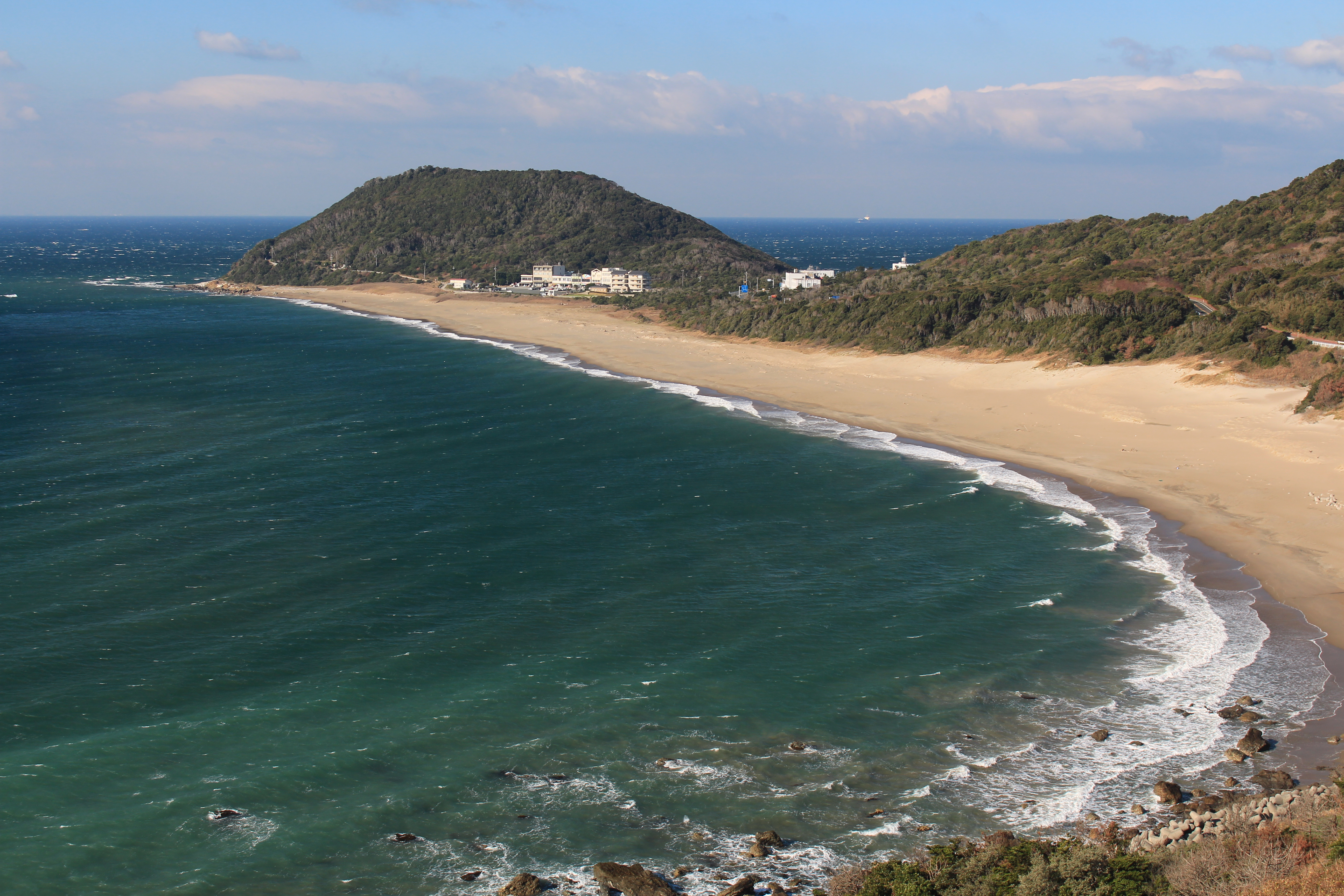
日出園地から望む伊良湖岬と恋路ヶ浜
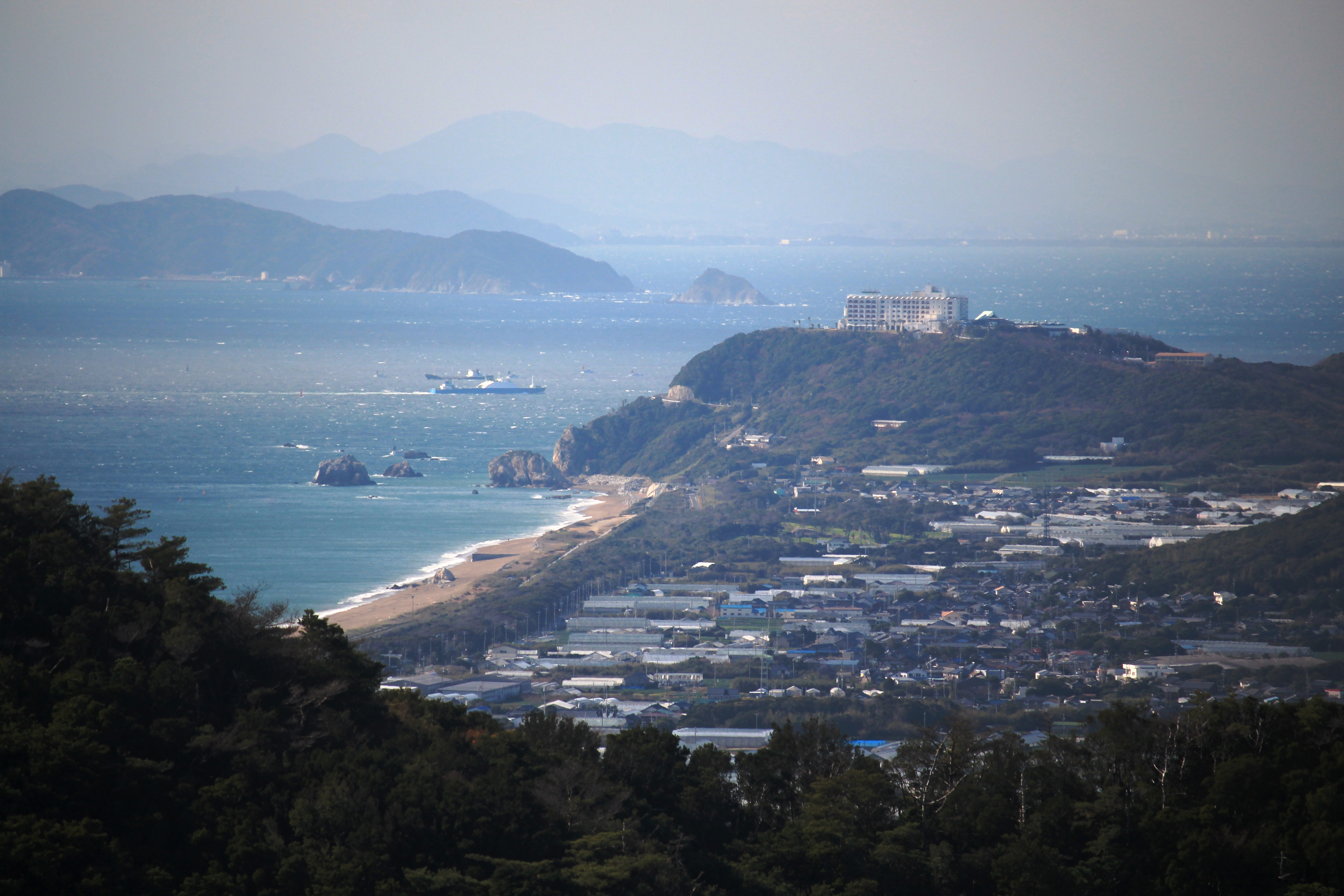
大山から望む日出園地周辺と伊良湖ビューホテル、その左奥に小築海島、大築海島、答志島（三重県鳥羽市の島々）

## アクセス
三河田原駅または豊橋駅から、豊鉄バス伊良湖本線伊良湖岬行き終点下車。
あるいは東名豊川インターより車で90分。
国道42号から園地の展望台や海岸への遊歩道が整備されている。

## 周辺
- 伊良湖ビューホテル
- 恋路ヶ浜
- 伊良湖岬